# Anderson Cooper
Anderson Hays Cooper (New York, 3 giugno 1967) è un giornalista, conduttore televisivo e scrittore statunitense, noto per essere anchorman del programma televisivo di informazione giornalistica della CNN Anderson Cooper 360°, per il quale ha vinto 4 Emmy Award.

## Biografia

### Infanzia ed educazione
Discende dalla prestigiosa famiglia Vanderbilt. Sua madre è Gloria Vanderbilt.
Anderson Cooper si laurea nella prestigiosa Università di Yale in scienze politiche nel 1989. Durante gli studi lavora per due estati per la CIA, ma si rende conto che la sua passione non è lavorare per il governo ma fare il giornalista.

### Carriera telegiornalistica
Dal 1995 lavora per la ABC: prima come corrispondente per la ABC News, poi come co-presentatore del programma World News Now, poi come presentatore del reality show The Mole ed infine come co-presentatore del popolare talk-show Live with Regis and Kelly.
Dal 2001 passa alla CNN lavorando come presentatore e corrispondente di trasmissioni di informazione e di attualità occupandosi di fatti ed eventi che hanno cambiato la storia come il terremoto e maremoto dell'Oceano Indiano del 2004 nello Sri Lanka, la Rivoluzione del Cedro a Beirut, il funerale di Giovanni Paolo II, il matrimonio reale tra Camilla Parker Bowles e Carlo, principe di Galles, e l'uragano Katrina. Dal 2003 è conduttore del programma di informazione giornalistica Anderson Cooper 360° sempre sulla CNN.
Dal 2007 co-conduce il settimanale di attualità televisivo della CBS 60 Minutes e dal 2011 al 2012 ha condotto il talk-show Anderson (rinominato al secondo anno Anderson Live).
Nel maggio 2013, intervista Charles Ramsey, l'uomo che ha liberato tre ragazze scomparse 10 anni prima e tenute rinchiuse in una casa a Cleveland dal vicino Ariel Castro.

### Altre attività
Nel 2011 è la voce narrante del musical di Broadway How to Succeed in Business Without Really Trying che vede tra i protagonisti Daniel Radcliffe. Ha anche scritto numerosi articoli per varie riviste, tra cui Details, oltre che aver scritto un libro per la casa editrice HarperCollins, Dispatches from the Edge - A Memoir of War, Disasters, and Survival, in cui racconta le sue esperienze in Sri Lanka, Africa e Iraq che diventa un best seller negli Stati Uniti arrivando alla numero uno della New York Times Best Seller List nel 2006.

## Vita privata
Nel luglio 2012 Anderson Cooper dichiara pubblicamente di essere omosessuale. Cooper è apertamente gay; secondo il New York Times, è "il più importante giornalista dichiaratamente gay della televisione americana". Per anni, Cooper ha evitato di parlare della sua vita privata nelle interviste.
Ho iniziato a considerare se gli esiti involontari del mantenimento della mia privacy superino i principi personali e professionali. Mi è diventato chiaro che rimanendo in silenzio su alcuni aspetti della mia vita personale per così tanto tempo, ho dato ad alcuni l'impressione sbagliata che sto cercando di nascondere qualcosa, qualcosa che mi fa sentire a disagio, vergogna o addirittura paura. Questo è angosciante perché semplicemente non è vero. ... Il fatto è che sono gay, lo sono sempre stato, lo sarò sempre e non potrei essere più felice, a mio agio con me stesso e orgoglioso.
Nell'aprile 2013 la rivista Out lo inserisce alla quinta posizione nella lista di persone LGBT più potenti ed influenti.
Il CEO di Apple Tim Cook si è rivolto a Cooper per un consiglio prima di prendere la decisione di dichiararsi pubblicamente gay.

## Riconoscimenti
- 1993: Telly Awards per essersi occupato della Carestia in Somalia
- 1997: Emmy Award per essersi occupato del funerale della Principessa Diana
- 2001: GLAAD Media Award Outstanding TV Journalism
- 2005: Peabody Award per essersi occupato dell'Uragano Katrina
- 2005: National Headliner Award per essersi occupato del Terremoto e maremoto dell'Oceano Indiano del 2004
- 2006: Emmy Award Outstanding Feature Story in a Regularly Scheduled Newscast per Anderson Cooper 360°
- 2006: Emmy Award Outstanding Live Coverage of a Breaking News Story – Long Form per Anderson Cooper 360°
- 2007: Candidatura all'Emmy Award Outstanding Live Coverage of a Breaking News Story – Long Form per Anderson Cooper 360°
- 2007: Candidatura all'Emmy Award Outstanding Individual Achievement in a Craft: Lighting Direction & Scenic Design per Anderson Cooper 360°
- 2007: Candidatura all'Emmy Award Outstanding Coverage of a Current Business News Story In a Regularly Scheduled Newscast per Anderson Cooper 360°
- 2008: Candidatura all'Emmy Award Outstanding Feature Story in a Regularly Scheduled Newscast per Anderson Cooper 360°
- 2008: Candidatura all'Emmy Award Outstanding Investigative Journalism in a Regularly Scheduled Newscast per Anderson Cooper 360°
- 2010: Concessione dell'Ordine Nazionale dell'Onore e del Merito, Ordine Cavalleresco di Haiti per essersi occupato del Terremoto di Haiti del 2010
- 2011: Emmy Award Outstanding Feature Story in a Regularly Scheduled Newscast per Anderson Cooper 360°
- 2011: Emmy Award Outstanding Live Coverage of a Breaking News Story – Long Form per Anderson Cooper 360°
- 2013: GLAAD Media Award